# Тіфенбах (Рейнланд-Пфальц)
Тіфенбах (нім. Tiefenbach) — громада в Німеччині, розташована в землі Рейнланд-Пфальц. Входить до складу району Рейн-Гунсрюк. Складова частина об'єднання громад Зіммерн.
Площа — 5,79 км2. Населення становить 746 ос. (станом на 31 грудня 2020).